# BMW M6
BMW M6 — высокотехнологичная версия BMW 6-ой серии, разработанная спортивным подразделением немецкого автопроизводителя BMW. Первое поколение было представлено в 1983 году. BMW M6 очень богата электроникой, имеет от 5 до 12 режимов передач.
Существуют следующие поколения М6:
- BMW M635CSi / M6 E24 (1986—1989)
- BMW М6 E63/E64 (2005 - 2010)
- BMW M6 F12/F13/F06 (2012-2018)

## E24
В 1983 году BMW взяли двигатель M88/3 (модифицированная версия двигателя M88/1 от BMW M1) установили его на платформу BMW E24 от 6 серии, создав M635CSi (в Северной Америке просто M6).